# ニーナ・アンサロフ
ニーナ・ヌネス（Nina Nunes、1985年12月3日 - ）は、アメリカ合衆国の女性元総合格闘家。フロリダ州ウェストン出身。

## 来歴
6歳からテコンドーを始め、高校時代にアマチュアレスリングを始めた。2009年からダイエット目的で総合格闘技を始めた。
アマチュアで1戦してプロへ転向。
2010年9月11日、プロデビュー戦で3-0の判定勝利。
2010年12月10日、カーラ・エスパルザと対戦し、1-2の判定負け。

### UFC
2014年11月8日、UFCデビュー戦。ジュリアナ・リマと対戦し、0-3の判定負け。
2018年7月28日、UFC on FOX 30で女子ストロー級ランキング12位のランダ・マルコスと対戦し、3-0の判定勝ち。
2018年12月8日、UFC 231で女子ストロー級ランキング3位のクラウディア・ガデーリャと対戦し、3-0の判定勝ち。
2019年6月8日、UFC 238で女子ストロー級ランキング2位のタチアナ・スアレスと対戦し、0-3の判定負け。
2019年10月10日、産休に入ることを発表し、2020年9月24日に第一子を出産した。
2021年4月10日、UFC on ABC: Vettori vs. Hollandで女子ストロー級ランキング11位のマッケンジー・ダーンと対戦し、腕ひしぎ十字固めで1R一本負け。この試合から結婚相手であるアマンダ・ヌネスの名字であるヌネスを使い始めた。
2022年8月13日、UFC on ESPN: Vera vs. Cruzで女子フライ級ランキング12位のシンシア・カルビーロと対戦し、2-1の判定勝ち。試合後に引退を発表した。

## 戦績
| 総合格闘技 戦績 | 総合格闘技 戦績 | 総合格闘技 戦績 | 総合格闘技 戦績 | 総合格闘技 戦績 | 総合格闘技 戦績 | 総合格闘技 戦績 |
| --------------- | --------------- | --------------- | --------------- | --------------- | --------------- | --------------- |
| 18 試合         | (T)KO           | 一本            | 判定            | その他          | 引き分け        | 無効試合        |
| 11 勝           | 4               | 2               | 5               | 0               | 0               | 0               |
| 7 敗            | 0               | 2               | 5               | 0               | 0               | 0               |

| 勝敗 | 対戦相手                               | 試合結果                     | 大会名                                 | 開催年月日     |
| ○    | シンシア・カルビーロ                   | 5分3R終了 判定2-1            | UFC on ESPN 41: Vera vs. Cruz          | 2022年8月13日  |
| ×    | マッケンジー・ダーン                   | 1R 4:49 腕ひしぎ十字固め     | UFC on ABC 2: Vettori vs. Holland      | 2021年4月10日  |
| ×    | タチアナ・スアレス                     | 5分3R終了 判定0-3            | UFC 238: Cejudo vs. Moraes             | 2019年6月8日   |
| ○    | クラウディア・ガデーリャ               | 5分3R終了 判定3-0            | UFC 231: Holloway vs. Ortega           | 2018年12月8日  |
| ○    | ランダ・マルコス                       | 5分3R終了 判定3-0            | UFC on FOX 30: Alvarez vs. Poirier 2   | 2018年7月28日  |
| ○    | アンジェラ・ヒル                       | 5分3R終了 判定3-0            | UFC Fight Night: Poirier vs. Pettis    | 2017年11月11日 |
| ○    | ジョスリン・ジョーンズ＝ライバーガー   | 3R 3:39 リアネイキドチョーク | UFC Fight Night: Rodriguez vs. Penn    | 2017年1月15日  |
| ×    | ジャスティン・キッシュ                 | 5分3R終了 判定0-3            | UFC 195: Lawler vs. Condit             | 2016年1月2日   |
| ×    | ジュリアナ・リマ                       | 5分3R終了 判定0-3            | UFC Fight Night: Shogun vs. St. Preux  | 2014年11月8日  |
| ○    | ムーナ・ホーランド                     | 2R 3:54 KO（パンチ）         | Invicta FC 7: Honchak vs. Smith        | 2013年12月7日  |
| ○    | アイリャ・カロリーン・リマ・ダ・シウバ | 1R 1:25 TKO（蹴り＆パンチ）  | Premier Fight League 10                | 2013年6月15日  |
| ○    | トリシャ・クラーク                     | 2R 2:14 TKO（パンチ）        | Centurion Fights                       | 2013年3月1日   |
| ○    | タイラ・パーカー                       | 2R 1:00 腕ひしぎ十字固め     | Wild Bill's Fight Night 51             | 2012年12月15日 |
| ○    | ジェシカ・デルナー                     | 1R 1:52 TKO（パンチ）        | The Cage Inc.: Battle at the Border 11 | 2012年11月24日 |
| ×    | ケーシー・ノーランド                   | 1R 1:18 チョークスリーパー   | The Cage Inc.: Battle at the Border 10 | 2011年7月30日  |
| ×    | バーブ・ホンチャック                   | 5分3R終了 判定0-2            | Crowbar MMA: Spring Brawl 2            | 2011年4月29日  |
| ×    | カーラ・エスパルザ                     | 5分3R終了 判定1-2            | Crowbar MMA: Winter Brawl              | 2010年12月10日 |
| ○    | カティア・ビクトリア                   | 5分3R終了 判定3-0            | Crowbar MMA: Fall Brawl                | 2010年9月11日  |

## 表彰
- ブラジリアン柔術 紫帯
- テコンドー 黒帯三段